# 01011001
01011001 is het zevende album van Ayreon. Het werd uitgebracht op 28 januari 2008. Stilistisch gezien is het een tamelijk folky album, en het grijpt enigszins terug op het "oude" geluid van Ayreon en natuurlijk is het - zoals gewoonlijk voor Ayreon - een rockopera. Het verhaal van dit dubbelalbum gaat over de Planeet Y en diens bewoners, en de achtergrond achter de verhalen van de oudere albums.

## Aanloop
De aanloop naar het album was pijnlijk, aldus een interview in IO Pages (februari 2008). Lucassen scheidde en had enige tijd last van anosmie en depressie. Een nieuwe plaat zag hij destijds niet zitten, toch kwam na enige gesprekken met InsideOut Music de inspiratie. Vervolgens ging Lucassen op zoek naar musici die het wilden opnemen in zijn Electric Castle geluidsstudio in Oudenbosch. Hij vroeg onder meer Ray Wilson van Genesis, Ian Gillan van Deep Purple en David Gilmour van Pink Floyd. Hij kreeg wel contact, maar daarna bleef het stil. Een aantal musici kwam naar Oudenbosch, een aantal anderen namen de muziek in hun eigen studio op.
In een interview met Aardschok gaf Lucassen aan dat de naam 01011001 een dubbelzinnige betekenis heeft. Ten eerste is het de binaire ASCII-code voor de letter Y, maar spreekt men die letter uit op z'n Engels, dan klinkt het als "why" ("waarom"). Hij stelt zich de vraag "waarom wij zo technologieverslaafd zijn, en waarom het lijkt alsof wij onze emoties verliezen".

## Muzikanten

### Zangers
In het bijgeleverd boekje heeft iedere zanger(-es) een eigen logo.

#### Forever
- Hansi Kürsch (Blind Guardian, Demons & Wizards) (Keltisch kruis)
- Daniel Gildenlöw (Pain of Salvation) (®)
- Tom S. Englund (Evergrey) (Bliksemschicht)
- Jonas Renkse (Katatonia) (Pentakel)
- Jørn Lande (ex-Masterplan, ARK) (Kraai)
- Anneke van Giersbergen (Agua de Annique, ex-The Gathering) (♥)
- Steve Lee (Gotthard) (☯)
- Bob Catley (Magnum) (Pinwheel oftewel een speelgoedwindmolen)
- Floor Jansen (After Forever, Star One, Nightwish) (Ω)
- Magali Luyten (Beautiful Sin, Virus IV, (Halve maan)

#### Mensheid
- Simone Simons (Epica) als Simone, een internet-dating gebruiker.
- Phideaux Xavier als PX, een internet-dating gebruiker.
- Wudstik (DAC) als een wetenschapper uit de 21e eeuw.
- Marjan Welman (Autumn, Elister) als een wetenschapper uit de 21e eeuw.
- Arjen Anthony Lucassen als Mr. L[1]
- Liselotte Hegt (Dial) als de verpleegster van Mr. L.
- Ty Tabor (King's X) als een gewone middenklasse-burger.

### Instrumentalisten
- Arjen Anthony Lucassen – alle muziekinstrumenten behalve slagwerk
- Ed Warby – slagwerk

Met
- Lori Linstruth – gitaar (cd1: track 6)
- Derek Sherinian – synthesizer (cd2: track 1)
- Tomas Bodin – synthesizer (cd2: track 2)
- Michel Romeo – gitaar (cd2: track 6)
- Joost van den Broek – synthesizer, piano (cd2: track 7)
- Ben Mathot – viool
- David Faber – cello
- Jeroen Goossens – dwarsfluit (cd1: track 1, 2, 3, 5, 8 en cd2: tracks 3,4,5), sopraansaxofoon, tenorblokfluit (cd2; track 3), basfluit (cd2: track 4) en fluitje (cd2: track 5)

## Het verhaal

### Cd1
Het verhaal begint op de planeet Y, waar de bewoners (Forever geheten) langzaam maar zeker hun emoties verliezen, als gevolg van de alsmaar invloedrijkere technologie: emoties zijn niet meer nodig, en dus verliest de beschaving ze. Op hun eigen planeet weten ze geen oplossing te vinden voor het probleem, totdat ze op het idee komen om hun DNA, bij wijze van experiment, naar een andere planeet te sturen. Dit lukt uiteindelijk; met een komeet sturen ze hun eigen DNA richting Aarde, waaruit de mensheid vervolgens ontstaat. De mensheid is Forever 's experiment om weer emoties te kunnen beleven.

### Cd2
Millennia ging het op Aarde goed, maar in de loop van de 21e eeuw gaat het bergafwaarts; ook de Mens begint technologisch ontwikkeld te raken, en machines nemen steeds meer van het dagelijkse leven over. De mensheid ondergaat zo langzamerhand hetzelfde noodlot als Forever. Een oorlog ontstaat, en wetenschappers ontwikkelen - in een laatste wanhoopspoging - een tijdmachine die een bericht naar de middeleeuwen moet sturen om de mensheid te waarschuwen. (The Final Experiment)

## Muziek
Alle teksten en muziek van Lucassen, Anneke van Giersbergen (cd1: track 1; cd2: track 2) en Jonas Renske (cd1: track 1; cd2: tracks 2, 4 en 7) schreven hun eigen melodielijnen

| Nr. | Titel | Duur  |
| --- | --- | ----- |
| 1.  | Age of shadows (incl. We are forever)                                                                                      | 10:47 |
| 2.  | Comatose | 4:26  |
| 3.  | Liquid eternity | 8:10  |
| 4.  | Connect the dots | 4:13  |
| 5.  | Beneath the waves (1. Beneath the waves, 2. Face the facts, 3. But a memory..., 4. World without walls, 5. Reality bleeds) | 8:26  |
| 6.  | Newborn race (1. The incentive, 2. The vision, 3. The procedure, 4. Another life, 5. Newborn race, 6. The conclusion)      | 7:49  |
| 7.  | Ride the comet | 3:29  |
| 8.  | Web of lies | 2:50  |

| Nr. | Titel | Duur  |
| --- | --- | ----- |
| 1.  | The fifth extinction (1. Glimmer of hope, 2. World of tomorrow dreams, 3. Collision course, 4. From the ashes, 5. Glimmer of hope (reprise))        | 10:29 |
| 2.  | Waking dreams | 6:31  |
| 3.  | The truth is in here | 5:12  |
| 4.  | Unnatural selection | 7:15  |
| 5.  | River of time | 4:24  |
| 6.  | E=MC² | 5:50  |
| 7.  | The sixth extinction (1. Echoes on the wind, 2. Radioactive grave, 3. 2085, 4. To the planet of red, 5. Spirit on the wind, 6. Complete the circle) | 12:18 |

## Connecties met andere albums
- In het album Into the electric castle neemt Forever een groep mensen gevangen, om hen op hun emoties te "testen"
- In het album The final experiment wordt het verhaal verteld over Ayreon, een blinde man in de 15e eeuw, die de boodschap van de wetenschappers uit de late 21e eeuw ontvangt.
- In het album The dream sequencer wordt de aarde in 2085 vernietigd (The final experiment is mislukt), en wordt er het verhaal verteld over de laatste levende mens (die dan op Mars woont)
- In het album Flight of the migrator, vliegt de laatst levende mens - als The migrator - langs de planeet Y.
- Het album The source is een prequel op 01011001, waarin wordt verteld hoe een groep mensachtigen van de stervende planeet Alpha naar de planeet Y vertrekt.

## Verkoop
Het album schampte een aantal albumlijsten in Europa. België, Duitsland, Frankrijk, Zweden en Zwitserland kenden een tot drie weken noteringen. In de Nederlandse Album Top 100 stond het negen weken genoteerd met als hoogste notering plaats 2. Alleen Amy Winehouse met Back to black hield het van een eerste plaats af.